# Bertil Gärtner
Bertil Edgar Gärtner, född 13 december 1924 i Göteborg, död 20 september 2009 i Onsala, begravd där, var biskop i Göteborgs stift 1970–1991 och tidigare professor vid Princeton University i USA.

## Biografi
Gärtner blev teologie kandidat vid Uppsala universitet 1948 och prästvigd samma år i Lund för tjänstgöring i Göteborgs stift, teologie licentiat 1951, studentpräst i Uppsala 1951–1952, teologie doktor 1955 samt docent i Nya testamentets exegetik vid Uppsala universitet samma år. Han promoverades till teologie jubeldoktor där 2005.  Gärtner var tillförordnad professor i Uppsala 1963–1965, därefter verksam vid Princeton University 1965–1969 där han 1965 utnämndes till professor i Nya testamentets exegetik. År 1969 utnämndes han till domprost, och den 24 juli 1970 till biskop i Göteborgs stift.
Gärtner var en av de första forskarna som skrev om de nyupptäckta Dödahavsrullarna. Han intresserade sig också för det gnostiskt inspirerade Tomasevangeliet, vilket han både översatte och skrev en bok om.
Under 1900-talets sista decennier framstod han som ledare för de grupper i Svenska kyrkan som tar avstånd från beslutet vid 1958 års kyrkomöte om kvinnors möjlighet att bli präster. Han har varit ordförande för arbetsgemenskapen Kyrklig Förnyelse. Gärtner var aktiv i Oasrörelsen och tillhörde dem som bildade Svenska kyrkans fria synod 15 november 1983. Han var även en drivande kraft bakom Linköpingsmötet. Han förespråkade kyrkans frigörelse från staten, som genomfördes 2000.
Till Gärtners 60-årsdag 1984 utgavs "Att finna kyrkans väg: festskrift till Bertil E Gärtner". År 1988 delade Bertil Gärtner och konstnären Lars Hillersberg tidningen Z:s och Jan Hugo Stenbecks Z-Priset. År 1991 tilldelades han Göteborgs stads förtjänsttecken. Han var ledamot av Nathan Söderblom-Sällskapet.[källa behövs]
Då det med intäkterna till välgörenhet i mitten av 1980-talet arrangerades ett antal inomhusturneringar i fotboll, spelade biskop Gärtner i Lutherhjälpens lag, inte minst mot sport- och nöjesprofiler i TV-laget. Han ställde för sin tro gärna upp i seriöst menade intervjuer.
Gärtner avled den 20 september 2009. Dagen innan uppmanade han i sin blogg människor att rösta på Frimodig kyrka i kyrkovalet 2009.

## Familj
Bertil Gärtner var son till köpman Edgar Gärtner och Karin Gärtner, född Bolander. Han gifte sig 1949 med Margit Hultin (1927–1996), dotter till professor Sven Hultin och Margit Hultin, född Wetterqvist. Gärtner gifte om sig 2001 med Eva Berntson.

## Uppdrag
Visitator för  
- Societas Sanctae Birgittae från 1972-,
- Pro Ecclesia[13] från 1990-1997,
- Laurentiistiftelsen från 1997-,
- Markusstiftelsen[14] från 7 december 1998 till 20 september 2009